# دوروثي كالدويل
دوروثي كالدويل هي فنانة كندية، ولدت في 1948 في بيثيسدا في الولايات المتحدة.

## وصلات خارجية
- الموقع الرسمي